# Пала (приток Чидвии)
Пала — река в Архангельской области России. Длина реки составляет 56 км, площадь водосбора — 149 км².
Река протекает по западной части Беломорско-Кулойского плато. Берёт начало из озера Большое Пальское. В верхнем течении течёт в юго-восточном направлении, затем протекает через Пальские озёра и поворачивает на юго-запад. Впадает в реку Чидвия. Имеет несколько небольших притоков.

## Данные водного реестра
По данным государственного водного реестра России и геоинформационной системы водохозяйственного районирования территории РФ, подготовленной Федеральным агентством водных ресурсов: бассейновый округ — Двинско-Печорский, речной бассейн — Мудьюга, водохозяйственный участок — Реки бассейна Белого моря от северо-восточной границы р. Золотица до мыса Воронов без р. Северная Двина.